# Lucy Walter
Lucy Walter (1630 körül – 1658) walesi hölgy, II. Károly angol király szeretője, James Scott, Monmouth első hercegének anyja; egyes feltételezések szerint Károly felesége volt. Már az 1650-es években beszélték, hogy Lucy férjhez ment Károlyhoz, így annak trónra lépése után angol királyné lett. Az udvarbeli protestánsok ezt kihasználva próbálták Lucy fiát trónörökössé tenni. A király tagadta a házasságot, amit semmilyen hivatalos okirat nem bizonyított.

## Élete
1630-ban vagy kicsivel később született a Haverfordwesthez közeli Roch várban, Richard Walter és Elizabeth Protheroe gyermekeként, középnemesi családban. A család a polgárháború idején királypárti volt, ezért várukat a király ellenségei felégették és 1644-ben Lucy Londonba, majd Hágába került. Londonba költözése után Leicester grófja második fiának, Algernon Sidneynek majdnem a szeretője lett. Mikor a férfi elutazott, Lucy Hollandiába költözött, ahol Algernon öccsével, Robert Sidneyvel folytatott viszonyt. Ekkoriban Hága a polgárháború elől menekült királypártiak menedéke volt. Lucy itt találkozott Károly herceggel, akinek 1648-ban a szeretője lett.
1649 januárjában Károly megörökölte a trónt. Nem sokkal később megszületett Lucy fia, James, akit Károly elismert fiának és neki adományozta Monmouth hercegének címét. 1656 júniusában, mikor megszakadt kapcsolata a száműzetésben élő Károllyal, Lucy visszaköltözött Angliába. A királypártiak elismerték királynénak, de a republikánusok visszaküldték Hollandiába. Rövid londoni tartózkodása alatt állítólag viszonya volt unokatestvérével, Thomas Howarddal.
1657 végén és 1658-ban a király megpróbálta elszakítani Lucyt a fiától (egy emberrablási kísérletet Castlehaven grófja és a brüsszeli polgárok akadályoztak meg), végül sikerrel járt és a Cambridge-ben nevelkedett Thomas Ross gondjaira bízta a gyermeket. Ebben az időben a száműzött udvar és Lucy egyaránt Brüsszelben tartózkodtak.
Lucy 1658-ban meghalt Párizsban, nagy valószínűséggel szifiliszben. Utolsó napjait Mar grófja bátyjának oltalma alatt töltötte, kinek volt egy nővére, akinek unokája később Lucy fiának, Jamesnek lett a felesége. Lucynak egy lánya is született, Mary Crofts, akit Károly már nem ismert el sajátjának.
1. ↑  2017. október 9., Lucy Walter, I3366
2. 1 2  Online Dictionary of Dutch Women (holland nyelven). (Hozzáférés: 2017. október 9.)
3. 1 2  Early Modern Letters Online (angol nyelven). (Hozzáférés: 2017. október 9.)
4. ↑  Wikipedia community – Jimmy Wales – Larry Sanger: Wikipedia. Wikipédia
5. ↑  Kindred Britain